# Михайлівка (Гродівська селищна громада)
Миха́йлівка — село Гродівської селищної громади Покровського району Донецької області, Україна. У селі мешкає 60 осіб.

## Географія
Відстань до райцентру становить 17 км і проходить переважно автошляхом Н32.

## Історія
Село засноване 1879 р. менонітами з молочанських колоній під назвою Міхаельсґайм. Землі 1080 десятин. Земля напіввласників (30 десятин на двір). Паровий млин. Школа (1887), сільрада (1936).
7 (20) листопада 1917 року, відповідно до Третього Універсалу Української Центральної Ради, увійшло до складу Української Народної Республіки.  

## Населення
| Рік  | Кількість населення |
| ---- | ------------------- |
| 1911 | 317                 |
| 1918 | 320                 |
| 1926 | 438/402 нем.        |

### Мова
Розподіл населення за рідною мовою за даними перепису 2001 року:
| Мова            | Кількість | Відсоток |
| --------------- | --------- | -------- |
| російська       | 944       | 74.39%   |
| українська      | 323       | 25.45%   |
| німецька        | 1         | 0.08%    |
| інші/не вказали | 1         | 0.08%    |
| Усього          | 1269      | 100%     |

За даними перепису 2001 року населення села становило 60 осіб, із них 51,67 % зазначили рідною мову українську та 48,33 % — російську.